# 6e congresdistrict van Californië
Het 6e congresdistrict van Californië, vaak afgekort als CA-6, is een kiesdistrict voor het Amerikaanse Huis van Afgevaardigden. Het omvat momenteel de stad Sacramento en delen van haar voorsteden in Yolo en Sacramento County. Sinds de herindeling van de congresdistricten, die op 3 januari 2013 in werking trad, is de Democrate Doris Matsui de afgevaardigde.

## Vóór 2013

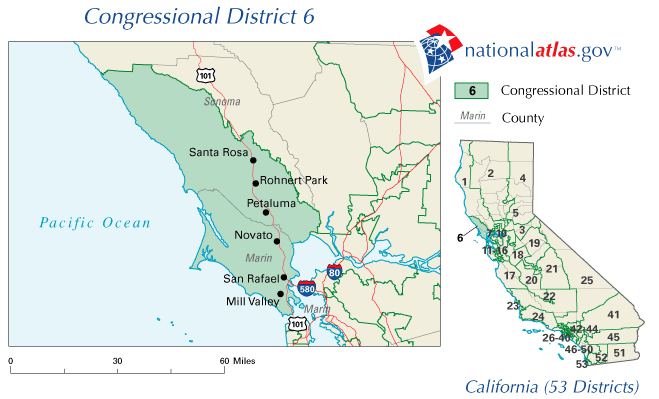
Het district van 2003 tot en met 2012.

Voor de hertekening van de Californische congresdistricten door de California Citizens Redistricting Commission in 2011 bestond het 6e district uit de kuststrook ten noorden van de San Francisco Bay Area. Het bedekte Marin County en delen van Sonoma. Belangrijke plaatsen waren Santa Rosa, Rohnert Park, Petaluma, Novato, San Rafael en Mill Valley. Zo'n 90% van de bevolking woonde in een stedelijke omgeving. Van 1993 tot 2013 vertegenwoordigde de Democrate Lynn Woolsey het district. Na de hertekening van de districten stelde zij zich niet nogmaals verkiesbaar.
Hoewel de grenzen van het district al veel verschoven zijn, omvatte het 6e district al sinds de jaren 60 delen van ofwel San Francisco of het gebied ten noorden ervan. Het zesde district wordt al sinds 1974 door een Democraat vertegenwoordigd in het Huis van Afgevaardigden. In alle recente verkiezingen, ook die voor de presidents-, gouverneurs- en senaatsverkiezingen, wonnen de Democraten steeds overtuigend. Barack Obama behaalde een indrukwekkend 76% van de stemmen in 2008. Vier jaar daarvoor behaalde kandidaat John Kerry 70,3%.

## Lijst van afgevaardigden
| County's | Afgevaardigde        | Partij             | Data                               | Opmerkingen |
| --- | -------------------- | ------------------ | ---------------------------------- | --- |
| District gecreëerd | District gecreëerd   | District gecreëerd | 4 maart 1885                       | 4 maart 1885 |
| Alpine, Fresno, Inyo, Kern, Los Angeles, Mono, Monterey, San Benito, San Bernardino, San Diego, San Luis Obispo, Santa Barbara, Tulare en Ventura | Henry Markham        | Republikein        | 4 maart 1885 - 3 maart 1887        | Stelde zich niet herverkiesbaar                                                                                            |
| Alpine, Fresno, Inyo, Kern, Los Angeles, Mono, Monterey, San Benito, San Bernardino, San Diego, San Luis Obispo, Santa Barbara, Tulare en Ventura | William Vandever     | Republikein        | 4 maart 1887 - 3 maart 1891        | Stelde zich niet herverkiesbaar                                                                                            |
| Alpine, Fresno, Inyo, Kern, Los Angeles, Mono, Monterey, San Benito, San Bernardino, San Diego, San Luis Obispo, Santa Barbara, Tulare en Ventura | William W. Bowers    | Republikein        | 4 maart 1891 - 3 maart 1893        | Hertekening naar het 7e district                                                                                           |
| Los Angeles, Monterey, San Luis Obispo, Santa Barbara, Santa Cruz en Ventura                                                                      | Marion Cannon        | Populist           | 4 maart 1893 - 3 maart 1895        | Stelde zich niet herverkiesbaar                                                                                            |
| Los Angeles, Monterey, San Luis Obispo, Santa Barbara, Santa Cruz en Ventura                                                                      | James McLachlan      | Republikein        | 4 maart 1895 - 3 maart 1897        | Herverkiezing verloren |
| Los Angeles, Monterey, San Luis Obispo, Santa Barbara, Santa Cruz en Ventura                                                                      | Charles A. Barlow    | Populist           | 4 maart 1897 - 3 maart 1899        | Herverkiezing verloren |
| Los Angeles, Monterey, San Luis Obispo, Santa Barbara, Santa Cruz en Ventura                                                                      | Russell J. Waters    | Republikein        | 4 maart 1899 - 3 maart 1901        | Stelde zich niet herverkiesbaar                                                                                            |
| Los Angeles, Monterey, San Luis Obispo, Santa Barbara, Santa Cruz en Ventura                                                                      | James McLachlan      | Republikein        | 4 maart 1901 - 3 maart 1903        | Diende al in 1895-1897; Hertekening naar het 7e district                                                                   |
| Fresno, Kings, Madera, Merced, Monterey, San Benito, San Joaquin, Santa Cruz en Stanislaus                                                        | James C. Needham     | Republikein        | 4 maart 1903 - 3 maart 1913        | Hertekening op basis van het 7e district; Zes keer herverkozen, maar laatste verkiezing verloren                           |
| Alameda | Joseph R. Knowland   | Republikein        | 4 maart 1913 - 3 maart 1915        | Hertekening op basis van het 3e district; Stelde zich niet herverkiesbaar om deel te kunnen nemen aan de Senaatsverkiezing |
| Alameda | John A. Elston       | Progressief        | 4 maart 1915 - 3 maart 1917        | |
| Alameda | John A. Elston       | Republikein        | 4 maart 1917 - 15 december 1921    | Herverkozen als Republikein                                                                                                |
| Alameda | Vrij                 | Vrij               | 15 december 1921 - 7 november 1922 | Overlijden van Elston |
| Alameda | James H. MacLafferty | Republikein        | 7 november 1922 - 3 maart 1925     | Verkozen om Elstons termijn te voltooien en daarna tot een volledige termijn verkozen; Herverkiezing verloren              |
| Alameda | Albert E. Carter     | Republikein        | 4 maart 1925 - 3 januari 1943      | Negen keer herverkozen, maar laatste verkiezing verloren                                                                   |
| Alameda en Contra Costa | Albert E. Carter     | Republikein        | 3 januari 1943 - 3 januari 1945    | Negen keer herverkozen, maar laatste verkiezing verloren                                                                   |
| Alameda en Contra Costa | George Paul Miller   | Democraat          | 3 januari 1945 - 3 januari 1953    | Hertekening naar het 8e district                                                                                           |
| Solano en Contra Costa | Robert Condon        | Democraat          | 3 januari 1953 - 3 januari 1955    | Herverkiezing verloren |
| Solano en Contra Costa | John F. Baldwin, jr. | Republikein        | 3 januari 1955 - 3 januari 1963    | Hertekening naar het 14e district                                                                                          |
| San Francisco | William S. Mailliard | Republikein        | 3 januari 1963 - 3 januari 1967    | Hertekening op basis van het 4e district                                                                                   |
| Marin (zuidoosten) en San Francisco (westen) | William S. Mailliard | Republikein        | 3 januari 1967 - 3 januari 1973    | Vijf keer herverkozen; Nam ontslag om ambassadeur bij de OAS te worden                                                     |
| Marin en San Francisco (westen) | William S. Mailliard | Republikein        | 3 januari 1973 - 5 maart 1974      | Vijf keer herverkozen; Nam ontslag om ambassadeur bij de OAS te worden                                                     |
| Marin en San Francisco (westen) | Vrij                 | Vrij               | 5 maart 1974 - 4 juni 1974         | |
| Marin en San Francisco (westen) | John L. Burton       | Democraat          | 4 juni 1974 - 3 januari 1975       | Verkozen om Mailliards termijn te voltooien; Hertekening naar het 5e district                                              |
| San Francisco (merendeel) | Phillip Burton       | Democraat          | 3 januari 1975 - 3 januari 1983    | Hertekening op basis van het 5e district; Hertekening naar het 5e district                                                 |
| Marin, San Francisco (oosten), San Mateo (Daly City), Solano (uiterst zuidwesten) en Sonoma (zuiden)                                              | Barbara Boxer        | Democraat          | 3 januari 1983 - 3 januari 1993    | Stelde zich niet herverkiesbaar om deel te kunnen nemen aan de Senaatsverkiezing                                           |
| Marin en Sonoma (zuiden) | Lynn Woolsey         | Democraat          | 3 januari 1993 - 3 januari 2013    | Negen keer herverkozen; Hertekening naar het 2e en 5e district                                                             |
| Sacramento County (westen) en Yolo County (oosten)                                                                                                | Doris Matsui         | Democraat          | 3 januari 2013 - heden             | Hertekening op basis van het 5e district                                                                                   |